# Friedrich Karl Devens
Friedrich Karl Devens (* 19. April 1852 in Recklinghausen; † 1. Juni 1902 in Bonn) war ein deutscher Jurist und Schriftsteller.

## Leben
Friedrich Karl Devens wurde geboren als Sohn des Kreisrichters Friedrich Karl Devens und der Wilhelmine geborene Heyl. Sein Großvater war der Justizkommissar Friedrich Carl Devens, dessen Pferdeleidenschaft der Enkel in seinem Buch Das deutsche Roß in der Geschichte, in Sitte, Sang und Sage ein Denkmal setzte.
Nach dem Besuch des Gymnasiums in Dorsten, Meppen und Wiesbaden studierte er an der Rheinischen Friedrich-Wilhelms-Universität Bonn, der Friedrich-Wilhelms-Universität Berlin und der Georg-August-Universität Göttingen Rechtswissenschaften. 1873 wurde er Mitglied des Corps Borussia Bonn.
Nach Studium und Referendariat wurde er Amtsrichter, gab jedoch den Dienst auf, um sich schriftstellerisch zu betätigen. Er schrieb über kulturhistorische und genealogische Themen. Sein letztes Werk war das seinem Corpsbruder Kaiser Wilhelm II. gewidmete Corpsalbum der Borussia Bonn, das posthum fertiggestellt und gedruckt wurde. Devens war Rittmeister der Landwehr, Patronatsherr an der Pfarrkirche St. Cyriakus in Bottrop und Protektor des Krieger- und Landwehrvereins Bottrop-Lehmkuhle. Seit 1888 war er mit Paula Lupp verheiratet. Zur Hochzeit widmeten ihm seine Conaktiven des Corps Borussia ein bedeutendes vom Berliner Hofjuwelier J. Wagner & Sohn gefertigtes Silbertablett, das mittig den Corpszirkel und auf der Rückseite die Widmungsgravur: „Wilhelm Graf v. Hohenthal u. Bergen, Günther v. Freier, Günther Graf Finck v. Finckenstein, Arthur v. Knebel-Doeberitz, Hans v. Kemnitz, Alexander v. Buch, Carl Graf v. Brühl, Friedrich Graf v. Pourtalès i./l. F. C. Devens. Januar 1888.“ zeigt.

## Schriften

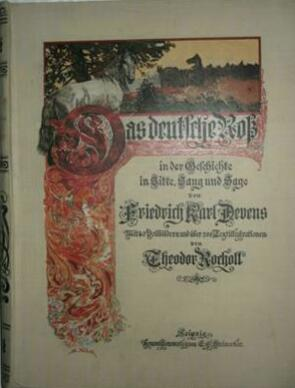
„Das deutsche Roß“, 1898

- Beiträge zur Geschichte der Familie Devens: Personenstands-Urkunden zur Geschichte der Familie Devens., 1884/1886
- Stammtafel der Familie Devens, 1890
- Beiträge zur Geschichte der Familie Devens: Name, Heimat, Haus- und Hofmarke und Wappen der Familie Devens, zugleich kurzer Überblick über die Geschichte der Familie, 1895
- Das deutsche Roß in der Geschichte, in Sitte, Sang und Sage, 1898, illustriert von Theodor Rocholl
- Biographisches Corpsalbum der Borussia zu Bonn 1827–1902. Düsseldorf 1902. Digitalisat